# Ceropegia rendallii

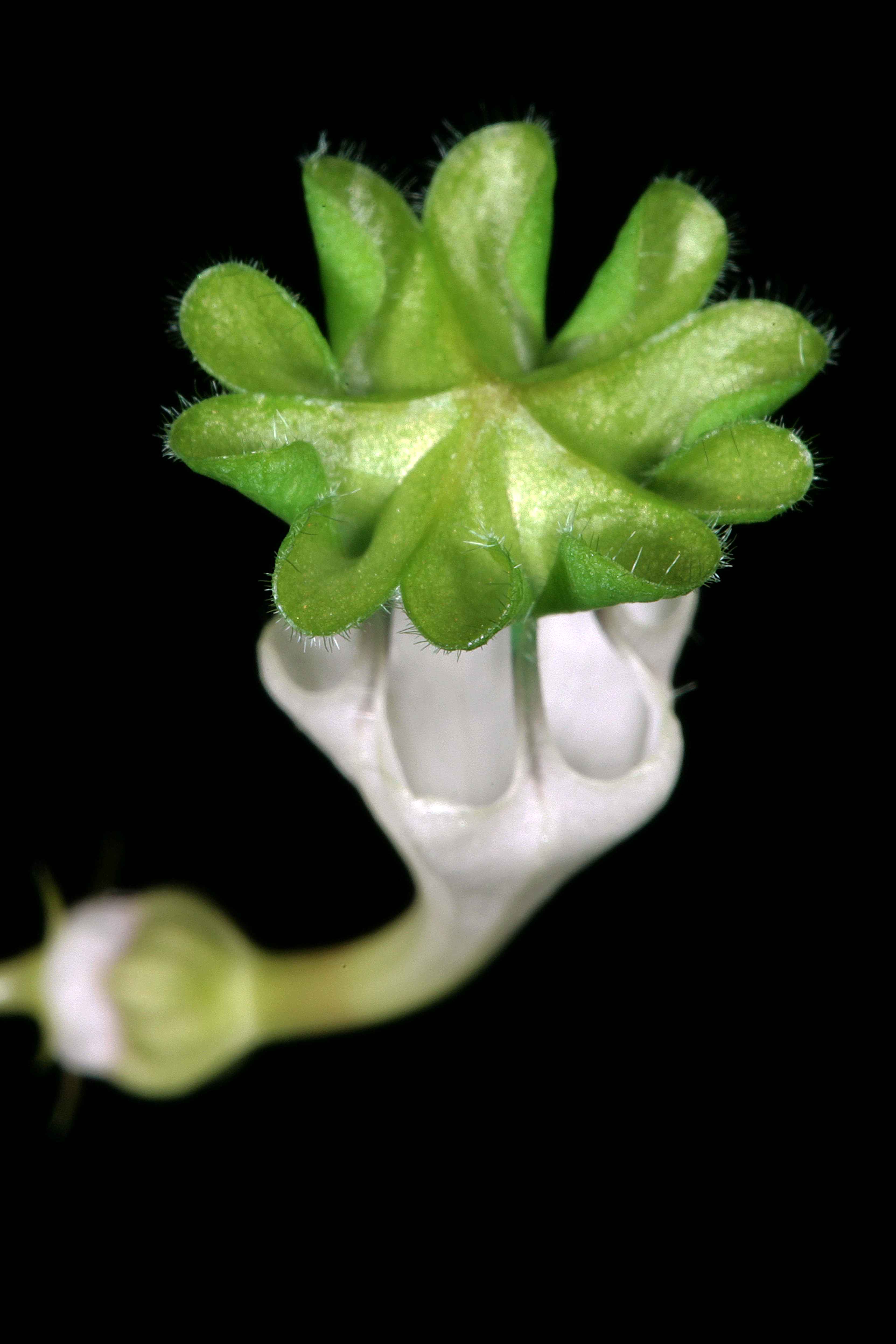
Blüte von oben gesehen

Ceropegia rendallii ist eine Pflanzenart aus der Unterfamilie der Seidenpflanzengewächse (Asclepiadoideae).

## Merkmale

### Vegetative Merkmale
Ceropegia rendallii ist eine ausdauernde krautige Pflanze mit einem knolligen Wurzelstock. Die Wurzelknolle ist abgeflacht und misst im Durchmesser 2 bis 7 cm. Gelegentlich kommen auch Nebenknollen vor. Die windenden, unterschiedlich robusten Triebe werden bis zu einem Meter lang. Sie messen im Querschnitt 1 bis 2 mm und sind grün, im Alter werden sie rötlich. Die Blätter sind kurz gestielt. Der Blattstiel ist schlank. Die Blattspreite ist breit-eiförmig bis herzförmig, der Apex ist stachelspitzig ausgezogen. Die Maße sind: 1 bis 3 cm in der Länge und 1 bis 1,5 cm in der Breite. Die ersten Blätter eines Triebes sind deutlich größer als die später gebildeten Blätter. Die etwas fleischigen Blätter sind auf der Oberseite grün, auf der Unterseite graugrün.

### Blütenstand und Blüten
Der langlebige Blütenstand ist kurz gestielt, die bis zu fünf Blüten erscheinen nacheinander aus dem Blütenstandsstiel. Die zwittrigen Blüten sind zygomorph und fünfzählig mit doppelter Blütenhülle. Die Blüten sitzen auf kurzen 3 bis 6 mm langen Stielen. Die Kelchblätter
sind pfriemlich und 2 bis 3 mm lang. Die weißlich-grünliche Blütenkrone ist 1,8 bis 2,8 cm hoch und annähernd gerade bis leicht gebogen. Der zylindrische Kronkessel misst 5 mm in der Länge und 3 mm im Durchmesser. Die obere Hälfte ist fast kugelig und im Querschnitt annähernd fünfeckig; zur Kronröhre hin stark eingeengt. Dieser Teil des Kronkessels ist grünlich mit fünf purpurfarbenen Streifen. Innen ist der Kronkessel purpurfarben und kahl. Die Kronröhre hat einen Minimaldurchmesser von einem Millimeter. Sie ist gerade bis mäßig gebogen. Sie erweitert sich zur Blütenöffnung hin trichterartig auf 4 bis 6 mm im Durchmesser. Sie ist außen weißlich, lediglich die Basis ist schwach purpurfarben. Innen ist sie weißlich mit purpurnen Streifen, und mit weißlichen Härchen besetzt. Die Kronblattzipfel sind rund 3 mm lang. Die untere Hälfte ist linealisch geformt, steht aufrecht und ist entlang der Mittelrippe zurück eingerollt. Die obere Hälfte der Kronblattzipfel ist herzförmig und waagerecht angeordnet, die beiden Blätter der Zipfel sind zeltartig entlang der Mittelrippe ausgebreitet. Insgesamt bilden die Kronblattzipfel damit eine schirmähnliche Struktur mit einem (oberen) Durchmesser von 6 bis 12 mm. Die zurück gebogenen bzw. eingerollten unteren Hälften der Kronblattzipfel bilden von oben gesehen zehn Taschen. Der intensiv grün bis braungrün gefärbte Schirm der Blütenkrone bildet einen starken Kontrast zur weißlichen Blütenröhre. Die freien Ränder der Kronblattzipfel sind mit feinen purpurfarbenen Wimpern besetzt. Die weißliche, becherförmige Nebenkrone ist ungestielt und hat einen Durchmesser von 2,5 mm, bei einer Höhe von 2 mm. Die interstaminalen Nebenkronzipfel bilden tiefe, eiförmige Taschen, die mit der Basis verschmolzen sind. Die Ränder sind purpurfarben und sind einfach oder mit kurzen, dreieckigen Fortsätzen versehen. Sie sind innen und außen mit kurzen Härchen besetzt. Die Zipfel der staminalen Nebenkrone sind breit-sichelförmig, 2 mm lang und 2 mm breit, aufrechtstehend und sich zusammen neigend. Ab der Mitte sind sie stark zurück gebogen. Die Pollinien sind zugespitzt-eiformig und messen 200 µm in der Länge und 140 µm in der Breite.

## Ähnliche Arten
Ceropegia rendalli ist nahe mit Ceropegia africana, Ceropegia multiflora und Ceropegia linearis verwandt, unterscheidet sich jedoch deutlich in der Form der Blüte.

## Geographische Verbreitung und Ökologie
Das Verbreitungsgebiet der Art umfasst das nordöstliche Südafrika (KwaZulu-Natal, Limpopo-Provinz, früher Northern Province), Eswatini und Simbabwe. Dyer nennt auch die Provinz Maputo in Südmosambik. In der winterlichen Trockenzeit sterben die Triebe ab und treiben bei Regen im Frühjahr neu aus.

## Nutzung durch den Menschen
In Botswana werden die Wurzelknollen von der einheimischen Bevölkerung gesammelt und gegessen.

## Taxonomie
Die Art wurde von Nicholas Edward Brown im März 1894 beschrieben und nach dem Sammler des Holotypus P. Rendall benannt. Ein jüngeres Synonym ist Ceropegia galpinii Schltr. (Juni 1894).